# Церковь Рождества Девы Марии (Прага)
Церковь Рождества Девы Марии (чеш. Kostel Narození Panny Marie) — церковь в романском стиле, одна из старейших в Праге (район Прага 10, Забеглице). Охраняется как национальный памятник архитектуры
Наиболее древний слой здания датируется первой половиной XII века (около 1125 года). В XIV веке церковь была перестроена в готическом стиле. В то время она была приходской церковью. В XIX веке древняя башня была уничтожена молнией, а затем в 1876-80 гг. заменена новой, стилизованной под романику. Алтарная живопись была создана в 1861 году. Капитальный ремонт был проведён в 1948 году, а фасад был отремонтирован в 2000 году при финансовой поддержке муниципальных властей.